# Yu Wo
Œuvres principales
1/2 Prince
Yu Wo (Chinois: 御我), née Chén Wénxuān (陳玟瑄), est une auteure de light novels de Taiwan, principalement connue pour la création de 1/2 Prince.

## Biographie

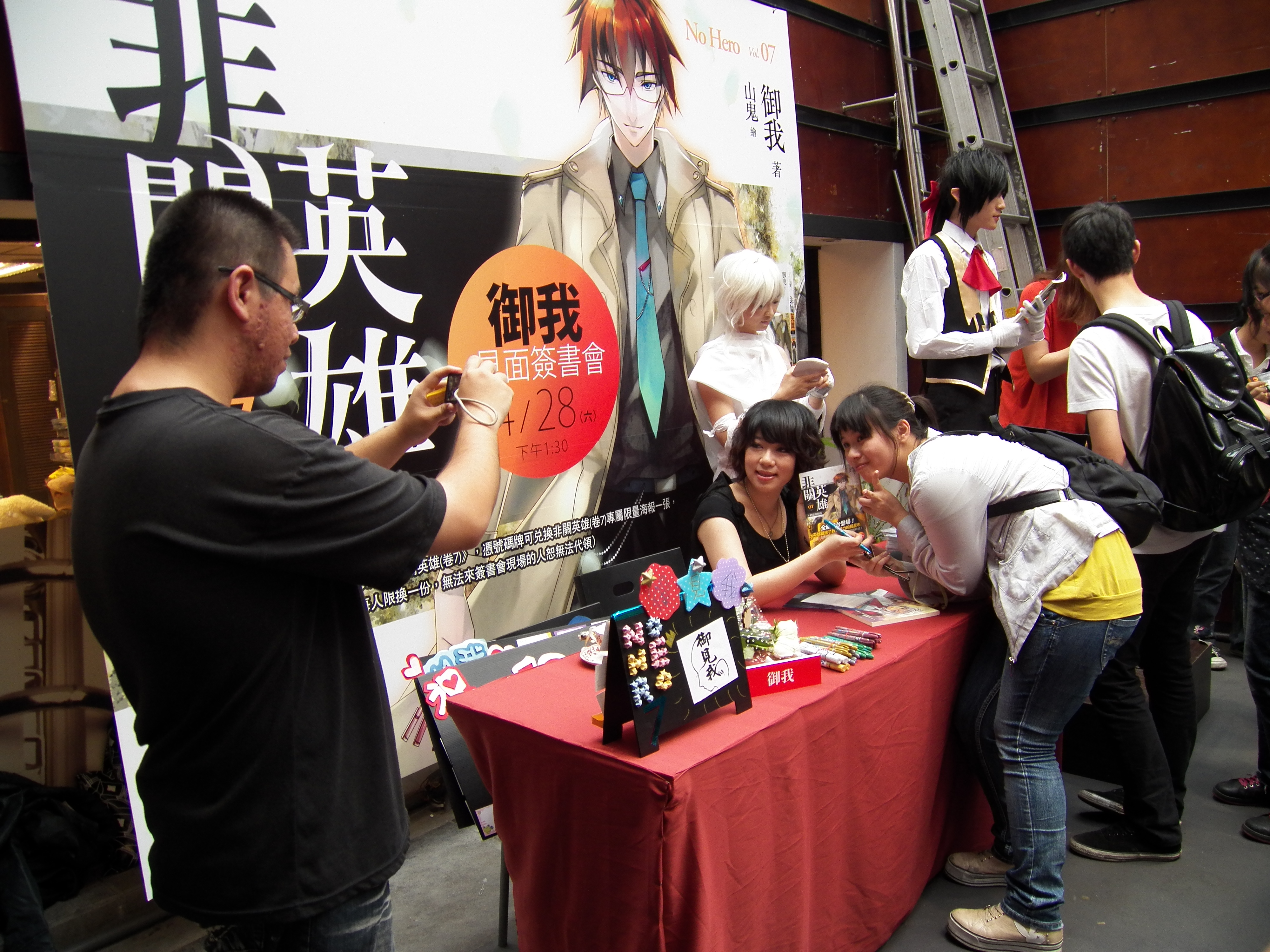
Séance de dédicace lors de la sortie du volume 7 de No Hero en 2012.

Elle est née le 29 avril 1984 dans l'île de Taïwan. Après le lycée, elle étudie à l'université nationale Cheng Kung à partir de 2002 jusqu'à sa remise de diplôme en 2006. Elle fait ses débuts en écriture en lisant des romans en ligne. Un grand nombre de ces livres possédaient des personnages principaux masculins avec des femmes leurs servant de sous-fifres. Elle commence à publier des histoires en ligne en inversant cet archétype.
Min-Hsien Cultural Enterprise Co. Ltd. remarqua les publications de Yu Wo et accepta de publier son premier light novel en 2004 dont le titre était ½ Prince. Le light novel en question a été illustré par Ya Sha. Après que son roman eût été publié, il obtint un franc succès en Taiwan et sera adapté en bande dessinée par Choi Hong Chong. Ce manhua fut sérialisée dans le magazine Dragon Youth Comic en 2004. Kill No More fut alors publié l’année suivante. L’auteure obtint son diplôme universitaire en 2006 et publia Romance RPG et GOD, qui furent dessinés par Yuyue Boxin (玉越博幸) et Guang Shin (光矢) respectivement. 
En 2007, elle publia sa seconde série populaire de romans intitulée La Légende du Chevalier du Soleil. Celle-ci obtint également un franc succès en Taiwan et fut adaptée en bande dessinée en 2010, publiée par The One Comics. Le manhua de La Légende du Chevalier du Soleil fut dessiné par Os Rabbit Cat/Neko Creuz. 
La troisième série de light novel écrite par Yu Wo à devenir populaire fut Eclipse Hunter. En même temps que ½ Prince, Ya Sha s’occupa de faire l’illustration de la version roman de Kill No More, de La Légende du Chevalier du Soleil, et d’Eclipse Hunter. No Hero fut publié en 2008 en tant que suite non officielle d’Eclipse Hunter avec un personnage principal différent mais dans le même univers. Il fut illustré par Shan Gui (山鬼), jusqu’au 7e volume, et par Lü Chuanming (綠川明) à partir du 8e volume. Échange Magique fut publié la même année. 
Black Flower fut publié en 2009 et illustré par Monto C3. La Reine Guerrière, une série dont l’histoire précède celle de La Légende du Chevalier du Soleil, a été publié en 2012 et illustré par Wu Ling (午零). Aussi, la série de romans intitulée Human Doll Contract fut publiée en 2013 et illustrée par Jiu Yue Zi (九月紫), pour ensuite être adaptée en bande-dessinée par Choi Hong Chong, le même dessinateur que pour ½ Prince.
Plusieurs œuvres écrites par Yu Wo reçurent une nouvelle impression, l’histoire ayant été divisée en différents nombres de volumes avec des pages couvertures différentes et contenant de nombreuses modifications effectuées par l’auteure. Les 12 volumes de poches de ½ Prince furent illustrés par Zhan Bu Lu et publiés de 2006 à 2007. La nouvelle impression de ½ Prince fut illustrée par Xiao Qiang COCO (小強COCO) et publiée pour la première fois en 2011. En ce qui concerne Kill No More, la nouvelle impression fut publiée de 2009 à 2010 et illustrée par Xiao Tie (小铁). La nouvelle impression d’Eclipse Hunter, quant à elle, fut illustrée par Blaze.
Pour ce qui a trait aux séries séquelles, la suite de La Légende du Chevalier du Soleil, intitulée 39, fut illustrée par J.U., l’artiste qui a également illustrée la nouvelle impression de l’histoire principale et la version en chinois simplifié.
Diverses œuvres écrites par Yu Wo sont actuellement traduites (de façon non officielle et avec la permission de l'auteure) en plusieurs langues, par PrinceRevolution!, une association internationale de bénévoles. Fin 2016, seuls 1/2 Prince, La Légende du Chevalier du Soleil, Romance RPG et La Reine guerrière sont en cours de traduction en français sur le site de PrinceRevolution! International.

## Œuvres
La Légende du Chevalier du Soleil et No Hero sont également publiés en thaï depuis 2009.
La Légende du Chevalier du Soleil est aussi publié en vietnamien depuis 2016.
Clés couleurs
 – Version originale / reconditionné de l'histoire principale
 – Histoire parallèle
 – Suite d'une œuvre
 – Préquel

### Manhua
Liste des manhuas] :